# Linua
Linua, vereinzelt auch Linaua genannt, ist eine unbewohnte Insel des pazifischen Inselstaats Vanuatu. Sie liegt sechs Kilometer südlich der Insel Tegua im Zentrum der Torres-Inseln, welche politisch zur vanuatuischen Provinz Torba zählen.
Die Insel erstreckt sich von West nach Ost über etwa 2,7 Kilometer und ist maximal 900 Meter breit. Linua ist nur durch eine etwa 100 m breite, flache Sandbank von ihrer deutlich größeren, südlichen Nachbarinsel Lo (Loh) getrennt. Außer bei Hochwasser ist eine Passage zu Fuß möglich.
Auf Linua befindet sich das kleine Flugfeld der Torres-Inseln, das Linua Airfield, auch Torres Airstrip (TOH) genannt.
Abgesehen von ein paar für Touristen im Westen der Insel errichteten Ferienhütten ist Linua unbewohnt.